# Giriviller

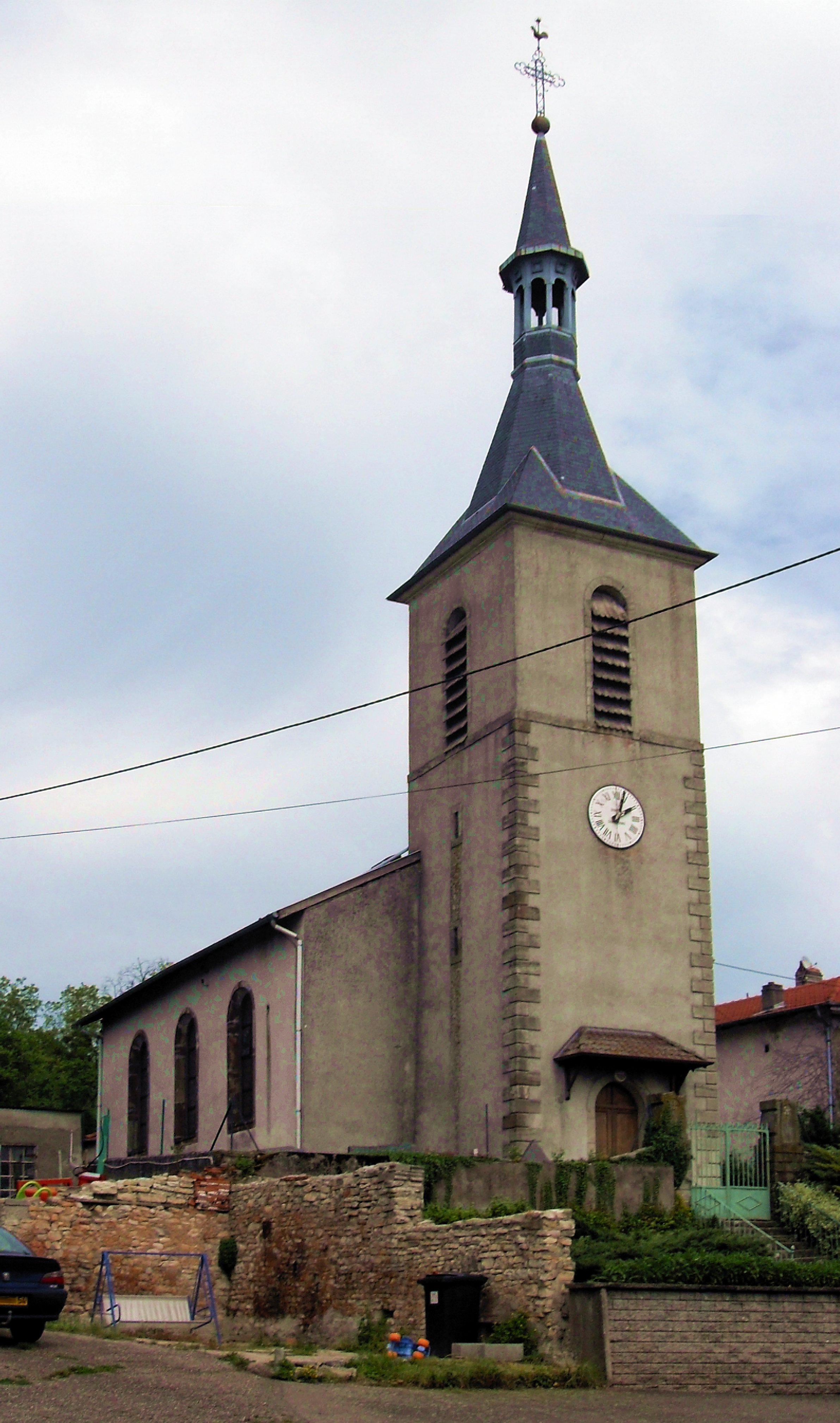
Kościół św. Piotra (2015)

Giriviller – miejscowość i gmina we Francji, w regionie Grand Est, w departamencie Meurthe i Mozela.
Według danych na rok 1990 gminę zamieszkiwało 40 osób, a gęstość zaludnienia wynosiła 5 osób/km² (wśród 2335 gmin Lotaryngii Giriviller plasuje się na 1005. miejscu pod względem liczby ludności, natomiast pod względem powierzchni na miejscu 747.).

## Populacja

Populacja Giriviller w latach 1962–2008